# Acacia legnota
Acacia legnota är en ärtväxtart som beskrevs av Leslie Pedley. Acacia legnota ingår i släktet akacior, och familjen ärtväxter. Inga underarter finns listade i Catalogue of Life.